# Ufficio Tecnico Erariale
L'Ufficio Tecnico Erariale ha il compito di attribuire la rendita catastale ai singoli immobili (usando appositi indici e tabelle).
In sostanza è una unità locale dell'Agenzia delle entrate (in passato dell'Agenzia del territorio).
Quando si parla del suddetto ufficio, si intende in pratica il vecchio "Catasto".